# Diamantino Antunes
Diamantino Guapo Antunes IMC (ur. 30 listopada 1966 w Albergaria dos Doze) – portugalski duchowny rzymskokatolicki, biskup diecezjalny Tete od 2019.

## Życiorys

### Prezbiterat
Święcenia kapłańskie przyjął 20 lipca 1994 w zgromadzeniu Misjonarzy Konsolaty. Pracował głównie w zakonnych parafiach. W latach 2007–2014 był też wikariuszem biskupim diecezji Inhambane ds. duszpasterskich. W 2014 został przełożonym regionu Mozambik-Angola, a trzy lata później został wybrany przełożonym wspólnoty zakonnej w Angoli.

### Episkopat
22 marca 2019 roku został mianowany przez papieża Franciszka biskupem diecezji Tete. Sakry udzielił mu 12 maja 2019 metropolita Nampuli - arcybiskup Inácio Saure.